# 부여어족

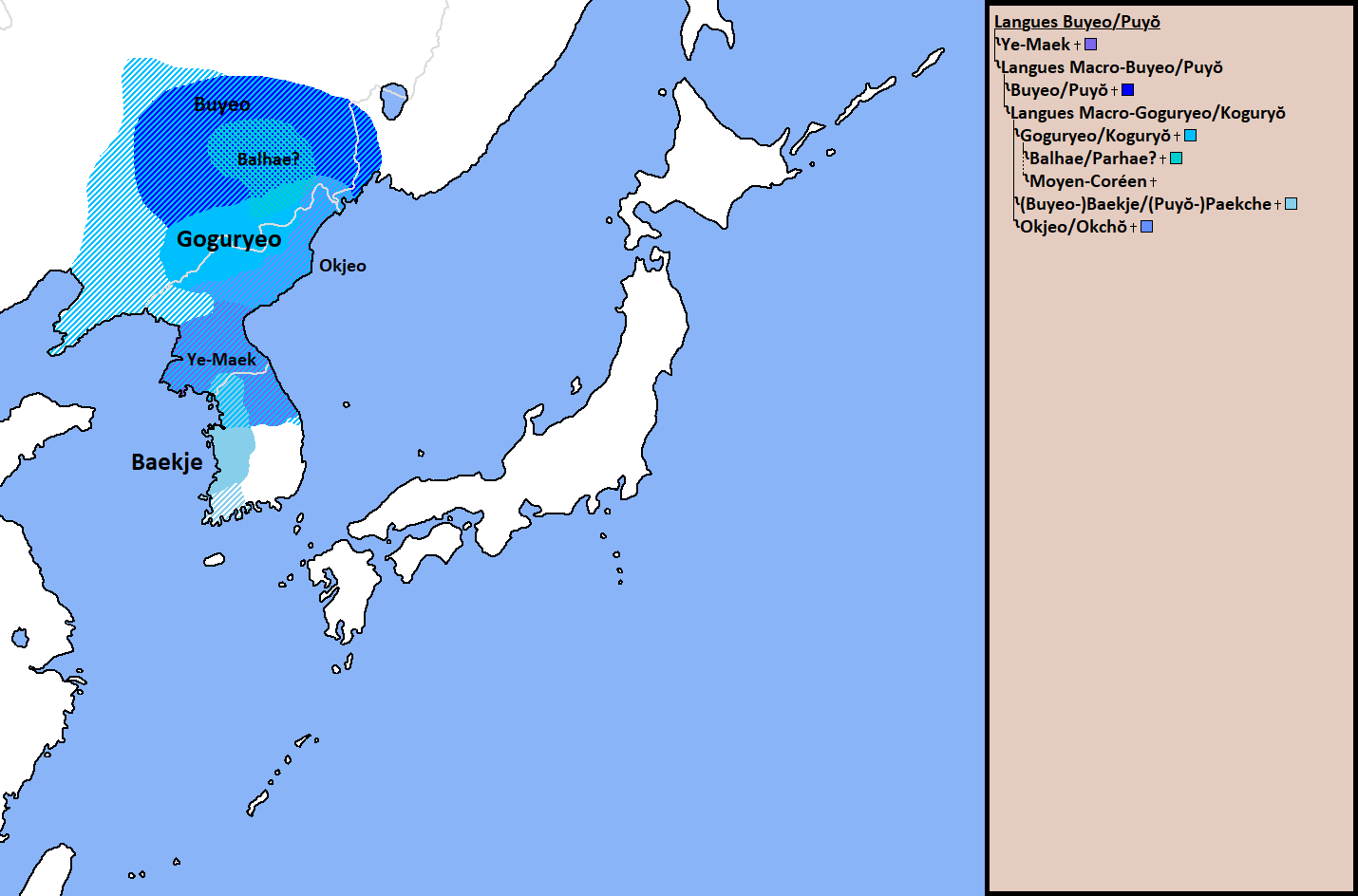

부여어족(夫餘語族, 영어: Puyŏ languages)은 고구려어, 백제어가 속한다는 가설상의 어족이다. 고구려어와 백제어의 공통 조어인 부여어(夫餘語)가 있다는 주장을 핵심으로 하고 있다. 학자에 따라 일본어족을 포함하는 대어족의 명칭으로 부여어족을 사용하기도 한다.

## 개요
삼국 시대의 언어를 추정할 수 있는 근거는 역사서에 기록된 지명·관직 이름이나 향가 등으로 많이 제한되어 있다.
부여어족의 존재를 뒷받침해주는 근거로 표면적으로 부여의 관직 마가(馬加)·우가(牛加)·저가(猪加)·구가(狗加)에서 부여 귀족의 존칭 가(加)를 볼 수 있는데 고구려 고추가(古鄒加)의 관직과 그 쓰임이 같다. 3세기 무렵 쓰여진 사서인 삼국지 위지 동이전에는 부여와 언어가 같은 집단에 관한 간략한 기록이 남아있는데, “東夷舊語以爲夫餘別種, 言語諸事, 多與夫餘同(고구려는 부여의 별종으로 언어가 여러 가지이나 특히 부여와 같은 것이 많다)”고 쓰여 있으며, 옥저·동예 또한 고구려와 같은 언어 집단이라고 되어 있다. 또 다른 사료를 보면, 삼국사기, 삼국유사, 해동고승전 등 한반도의 문헌 기록들을 보면 직접적으로 고구려어, 백제어가 신라어와 같다고 서술한 구절은 없으나 고구려, 신라, 백제들의 언어가 확실히 통하는 것처럼 서술한 내용들이 많다.
고구려어는 일반적으로 한국어와 유사하다고 받아들여지며 한편으로는 고지명에서 나타나는 일부 어휘가 고대 일본어 그리고 다른 한편으로는 퉁구스어 등 알타이 제어와 매우 유사하다는 점은 여러 학자에게 비상한 흥미를 불러 일으켰으며 많은 논의가 진행되었다. 특히 수사의 유사성은 더욱 유의미했다. 부여계 제어의 기록은 거의 존재하지 않기 때문에 한국어의 계통을 연구할 때에 잃어버린 고리에 해당하여 연구에 어려움을 주는 요인으로 보았다.

## 계통에 관한 논의
부여계 언어의 계통에 관한 논의는 크게 정설로 한국어족에 속한다고 보는 설, 그밖에 유사성으로 인해 일본어족과 연관짓는 설, 퉁구스어족 등 알타이 제어와 연관짓는 설이 있다.
한국 학계에서 이기문 등은 고대 한반도 언어를 부여계 제어와 한계 제어로 구분하고 이들의 공통 조어인 부여·한 조어(祖語)를 상정하여 한국어의 조상으로 보았다. 이러한 주장은 과거 사료인 삼국지 위지(魏志) 동이전(東夷傳)에서 동이 지역의 언어를 숙신계, 부여계, 한계로 구분하는 것과도 일치하는 것이다.

### 한국어족
최근 서구 언어학자들의 다수설로서 고대 한국어족을 부여제어와 신라어를 모두 포함하는 하나의 대어족으로 설정하는 경우가 많고, 일본어족과의 관계성은 보통 별개의 문제로 간주되거나 아예 부정된다.
알렉산더 보빈(Alexander Vovin)은 특히 만주어, 여진어에는 존재하나 다른 퉁구스어에는 존재하지 않는 어휘들을 분석하여, 고대 한국어에서 근원하는 단어는 많으나 일본어계로 보이는 차용어는 없는 것을 들어 한반도 북부에서 일본어족의 언어가 사용되었을 가능성에 의문을 제기하였다. 한편 보빈은 한반도 지명에 남아있는 특유의 어휘들을 명백히 일본계 어휘라고 보면서도, 이들은 한국어와는 별개로 한반도 남부에 분포하던 반도 일본어(Peninsular Japonic)의 흔적일 것이라는 가설을 세웠다. 이러한 주장은 지명학적 연구는 물론 고고학적, 인류학적 연구에 의해 뒷받침되어 현대에 유력설로 떠오르고 있다. 한편 한국 학계에서는 김방한 교수가 과거 지명을 연구하면서 제시한 원시한반도어 가설 과도 상통한다.
이외에 엉거(James Marshall Unger) 등이 이러한 가설을 뒷받침하는 연구를 진행하였다.

### 일본어족
부여계 언어를 상당한 유사성을 보이는 일본어족 계통과 연관짓는 학설을 주장한 대표적 학자는 크리스토퍼 벡위스(Christopher Beckwith)로, 그는 고구려어와 부여어는 일본어와 같은 계통이지만 한국어는 신라어에서만 기원했고 계통이 다르다고 주장하였다. 주로 이러한 주장의 근거로는 어휘 비교 및 고지명에서 나타나는 어휘가 있다. 이후 여러 반론이 발생하자 벡위스는 Vovin 등의 연구 결과를 일부 수용하였다.

### 알타이 제어
상기했듯 한국어의 알타이어족과의 관련성을 설명해줄 중요한 단서 역할을 하리라 기대되었던 것이 고구려어로, 알타이 제어나 특히 퉁구스어족과의 연관 가능성을 제기하는 학자들이 소수 존재한다.

## 하위 언어
- 부여어
- 고구려어
- 백제어
- 예맥어

## 연관 언어
- 가야어
- 신라어
- 한국어

## 같이 보기
- 고대 한국어
- 알렉산더 보빈(Alexander Vovin)
- 제임스 마샬 웅거(James Marshell Unger)
- 크리스토퍼 벡위스(Christopher Beckwith)
- 유사고구려어(pseudo-Koguryǒ)